# بطل الطبقة العاملة (أغنية)
بطل الطبقة العاملة (بالإنجليزية: Working Class Hero)‏ للمغني ومؤلف الكلمات والملحن الإنجليزي جون لينون (1940-1980) عضو فريق البيتلز من ألبومه «لينون/ بلاستيك أونو باند» John Lennon/Plastic Ono Band) 1970) وهذا هو الألبوم الأول له بعد انفراط فريق البيتلز.

## كلمات الأغنية والترجمة
بمجرد ولادتك يجعلوك تشعر أنك ضئيل As soon as you're born they make you feel small
بعدم منحك الوقت، بدلا من منحك كل الوقت By giving you no time instead of it all
حتى يصبح الألم كبير، لدرجة أنك لا تشعر بأي شيء على الإطلاق Till the pain is so big you feel nothing at all
بطل الطبقة العاملة شيء يجب أن يكون A working class hero is something to be
بطل الطبقة العاملة شيء يجب أن يكون A working class hero is something to be
يؤذونك في المنزل ويضربونك في المدرسة They hurt you at home and they hit you at school
يكرهونك إذا كنت ذكيًا ويحتقرونك ان كنت غبياً They hate you if you're clever and they despise a fool
حتى تصاب بالجنون ولا يمكنك اتباع قواعدهم Till you're so fucking crazy you can't follow their rules
بطل الطبقة العاملة شيء يجب أن يكون A working class hero is something to be
بطل الطبقة العاملة شيء يجب أن يكون A working class hero is something to be
عندما قاموا بتعذيبك وتخويفك لمدة عشرين عامًا When they've tortured and scared you for twenty-odd years
ثم يتوقعون منك أن تختار مهنة Then they expect you to pick a career
عندها لا تستطيع أن تعمل حقًاً فأنت يملوءك الخوف When you can't really function you're so full of fear
بطل الطبقة العاملة شيء يجب أن يكون A working class hero is something to be
بطل الطبقة العاملة شيء يجب أن يكون A working class hero is something to be
يحاصرونك مخدرًا بالدين والجنس والتلفزيون Keep you doped with religion and sex and TV
وتعتقد أنك ذكي للغاية وغير طبقي وحر And you think you're so clever and classless and free
ولكنك ما زلت مجرد يد عاملة سخيفة بقدر ما أستطيع أن أرى But you're still fucking peasants as far as I can see
بطل الطبقة العاملة شيء يجب أن يكون A working class hero is something to be
بطل الطبقة العاملة شيء يجب أن يكون A working class hero is something to be
يقولون لك انه مازال هناك مكاناً شاغراً على القمة There's room at the top they're telling you still
ولكن عليك أولاً أن تتعلم كيف تبتسم وأنت تقتل But first you must learn how to smile as you kill
إذا كنت تريد أن تكون مثل أهل القمة If you want to be like the folks on the hill
بطل الطبقة العاملة شيء يجب أن يكون A working class hero is something to be
بطل الطبقة العاملة شيء يجب أن يكون A working class hero is something to be
إذا كنت تريد أن تكون بطلا حقيقياً فقط اتبعني If you want to be a hero well just follow me

## موضوع الأغنية
أغنية سياسية تماماً، هي أغنية (نقد/ تعليق) على الفرق بين الطبقات الاجتماعية. قال عنها جون لينون في حوار مع جان واينر من مجلة «رولنج ستون» في ديسمبر 1970: «الموضوع يتعلق بأفراد الطبقة العاملة الذين تتم معالجتهم في الطبقات الوسطى، في (الآلة)»، وقال أيضا: «أعتقد أنها أغنية ثورية - إنها حقًا ثورية فقط، أعتقد أن مفهومها ثوري فقط، آمل أن تكون للعمال وليس للفطائر والفقاعات، آمل أن تكون حول نفس موضوع أغنيتي» امنح السلام فرصة Give Peace a Chance«لكن لا أعلم، من ناحية أخرى، قد يتم تجاهل الأغنية. أعتقد أنها من أجل الأشخاص مثلي الذين هم الطبقة العاملة، والذين من المفترض أن يتم (طبخهم) إلى الطبقات المتوسطة أو في الآلات. إنها تجربتي، وآمل أن تكون مجرد تحذير للناس».
هذه الأغنية ليست الأغنية السياسية الأولى للينون، بدأت سلسلة أغانيه السياسية في عام 1968 مع أغنية «ثورة» (Revolution) لفريق البيتلز واستمرت كذلك في عام 1972 مع إصدار ألبومه «بعض الوقت في مدينة نيويورك».

## التسجيل والصوت
سجلت الأغنية في 27 سبتمبر1970، في استوديوهات " ايه ام آى  EMI"
كان طاقم العمل يتكون من «جون لينون» فقط، فهو يغنى ويلعب الجيتار (الجيتار الهوائى أو الاسبانى  Acoustic guitar)
تناغم الأغنية (تآلف أو ترافق نغمتين chord)، وتطور تناغم الأغنية بسيط جدا، وتتشابه نغمة وأسلوب الأغنية مع أسلوب أغانى مثل (سادة الحرب Masters of War) و (احزان قرية الشمال North Country Blues) لمغنى الأغاني الريفية الأمريكي «بوب ديلان»، ومن المعروف تأثر جون لينون بالامريكي ديلان، وتأثر الاثنين بمغنية الفلكلور الأمريكية «جان ريتشى» والتى يطلق عليها «أم الفولكلور»، وخصوصا التأثر بتوزيعها للأغنية القديمة "بلدة نوتامون Nottamun Town".
سجل لينون الأغنية أكثر من مائة مرة  حتى أصبح راضياً عن التسجيل، وتسجيل الأغنية في شكله النهائي مأخوذ من شريطين للأغنية (محاولتين two takes) ولهذا يوجد اختلاف في الصوت ونغمة الجيتار بين 1:24 و 1:45 في المقطع (عندما قاموا بتعذيبك وتخويفك   When they've tortured and scared)

## جدل حول الأغنية
استمع للأغنية السياسي الديمقراطي الأمريكي «هارلي أورين ستاجرز» في محطة الإذاعة الأمريكية (WGTB) عام 1973، وتقدم بشكوى إلى لجنة الاتصالات الفيدرالية (FCC)، وواجه مدير المحطة «كين سليمان» عقوبة السجن لمدة عام وغرامة قدرها عشرة آلاف دولار، لكنه دافع عن قراره بإذاعة الأغنية قائلاً: «إن شعب واشنطن العاصمة معقد بما يكفي لقبول الكلمة المكونة من أربعة أحرف في سياق الأغنية، ولا يثار جنسيا أو يستاء أو يشعر بالإهانة»، وتم إسقاط التهم عنه، بينما حظرت محطات أمريكية أخرى اذاعة الأغنية لاستخدام لفظ خارج، وفي أستراليا وعند صدور الالبوم، حذفت شركة الاسطوانات اللفظ الخارج من الاغنية، وايضا من كلمات الأغنية المطبوعة على الغلاف الداخلي للالبوم.

## إصدارات للأغنية من مطربين آخرين
المغنية والممثلة البريطانية "ماريان فيثفول" غنتها في ألبومها "إنجليزي مكسور  Broken English" 1979"
الفريق المصاحب للمغنى الإنجليزى «دافيد بوي» والمسمى «تن ماشين» قدم الأغنية في عام 1989 ضمن ألبوم الفريق الذي يحمل نفس الاسم «تن ماشين»، قدم الاغنية أيضا مغني الشباب الأمريكي «مارلين مانسون»، أما فريق الروك الأمريكي «جرين داى» فقد غنى الاغنية ليتضمنها الألبوم الذي قامت بطباعته حملة منظمة العفو الدولية لإنقاذ دارفور عام 2007، قام الممثل والمنتج والموسيقي الأمريكي «جوني ديب» بغناء هذه الأغنية في النسخة الخمسين 2020 لمهرجان «يوم الأرض» (حدث سنوي يُحتفل به في جميع أنحاء العالم في 22 أبريل لإظهار الدعم لحماية البيئة).
والجدير بالذكر أن المغنى الأمريكي «تومى رو» صاحب الأغنية الشهيرة «مصاب بالدوار Dizzy» عام 1969، قدم أغنية تحمل نفس عنوان أغنية لينون لكن التشابه كان في العنوان فقط.

## وصلات خارجية
https://www.beatlesbible.com/people/john-lennon/songs/working-class-hero/ بطل الطبقة العاملة (أغنية)
https://www.songfacts.com/facts/john-lennon/working-class-hero بطل الطبقة العاملة (أغنية)
https://secondhandsongs.com/work/6421 بطل الطبقة العاملة (أغنية)
https://www.popmatters.com/john-lennon-working-class-hero-2495463458.html بطل الطبقة العاملة (أغنية)